# Kids See Ghosts (album)
Kids See Ghosts je eponymní debutové studiové album dua Kids See Ghosts, které tvoří američtí rappeři a hudební producenti Kanye West a Kid Cudi. Album bylo nahráno u vydavatelství GOOD Music a Def Jam Recordings a vydáno 8. června 2018. Na albu hostují umělci Pusha T, Ty Dolla Sign, Mos Def a Mr Hudson. Hudbu kompletně produkovali Kanye West a Kid Cudi s dalšími spoluproducenty.
Kids See Ghosts je třetí z pěti alb, které West produkoval na konci jara 2018. Alba vycházela s týdenním odstupem po sobě a všechna měla sedm písní. Jednalo se o alba: Pusha T - Daytona, Kanye West - ye, Kanye West a Kid Cudi - Kids See Ghosts, Nas - Nasir, Teyana Taylor - KTSE.

## O albu
Kanye West stál v roce 2008 u začátku kariéry Kida Cudiho. V roce 2008 ho upsal na svůj label GOOD Music a jako vedoucí producent stál za jeho debutovým albem. V následujících letech spolu často spolupracovali. Kid Cudi vydal u labelu GOOD Music ještě další dvě alba, než ho v roce 2013 opustil. Nicméně Kanye West si ho i nadále zval na svá vlastní alba. Na posledním Westově albu ye duo spolupracuje na písni "Ghost Town", která vznikala ve stejné době jako toto album. Na tomto albu je její sequel, píseň "Freeee (Ghost Town, Pt. 2)".
O společném albu Westa a Kida Cudiho se začalo mluvit na konci roku 2017. Tehdy se hovořilo o názvu Everybody Wins. Oficiální ohlášení alba provedl Kanye West na Twitteru v dubnu 2018. V téže době byl také ohlášen doprovodný krátkometrážní film od režiséra videoklipů Dextera Navyho.
Hudbu společně zajistily dva produkční týmy. První tvořil Kanye West se svým dlouholetým spolupracovníkem Mikem Deanem. Druhý Kid Cudi se svými spolupracovníky, kterými byli Dot da Genius a především Plain Pat. Práce na albu tak znamenaly fúzi dvou odlišných kreativních producentských týmů.
Obal alba navrhl a namaloval japonský umělec Takashi Murakami. Kanye West s Murakamim spolupracoval už pro obal jeho alba Graduation z roku 2007. Murakami také režíroval animovaný videoklip k písni "Good Morning".

## Po vydání
Album bylo poprvé vydáno jako živý přenos slavnostní přehrávky alba v Los Angeles.Přehrávka byla doprovázena technickými problémy, které se opakovaly při zveřejnění alba na streamovacích službách, kde se písně objevily se špatnými názvy.
Debutovalo na 2. příčce žebříčku Billboard 200 se 142 000 prodanými kusy (se započítáním streamů) v první týden prodeje.

## Ohlasy kritiků
Na internetovém agregátoru recenzí Metacritic obdrželo hodnocení 82 bodů ze 100. Kritici na albu ocenili imaginativnost, soulad Westa a Cudiho a odvážnost zvuku i textů.

## Seznam skladeb
| Pořadí         | Název                                          | Hudba                                          | Text                                                                               | Délka |
| -------------- | ---------------------------------------------- | ---------------------------------------------- | ---------------------------------------------------------------------------------- | ----- |
| 1.             | Feel the Love (ft. Pusha T)                    | Kanye West, Mike Dean, Benny Blanco            | Scott Mescudi, Kanye West, Mike Dean, Evan Mast, Benjamin Levin, Terrence Thornton | 2:45  |
| 2.             | Fire                                           | West, BoogzDaBeast, André 3000, Kid Cudi, Mast | West, Mescudi, Mast, André Benjamin                                                | 2:20  |
| 3.             | 4th Dimension (ft. Louis Prima)                | West, Dean                                     | West, Mescudi, Dean, Louis Prima                                                   | 2:33  |
| 4.             | Freeee (Ghost Town, Pt. 2) (ft. Ty Dolla Sign) | Kid Cudi, West, Bhasker, BoogzDaBeast          | West, Mescudi, Tyrone Griffin Jr., Dean, Jeff Bhasker, Corin Littler               | 3:26  |
| 5.             | Reborn                                         | Kid Cudi, Dot da Genius, Plain Pat, Evan Mast  | West, Mescudi, Mast, Oladipo Omishore                                              | 5:24  |
| 6.             | Kids See Ghosts (ft. Yasiin Bey)               | West, Kid Cudi, Plain Pat                      | West, Mescudi, Yasiin Bey, Justin Vernon                                           | 4:05  |
| 7.             | Cudi Montage                                   | Kid Cudi, Dot da Genius, Dean                  | Mescudi, West, Dean, Kurt Cobain                                                   | 3:17  |
| Celková délka: | Celková délka:                                 | Celková délka:                                 | Celková délka:                                                                     | 23:50 |